# پیتر والکر
پیتر والکر (انگلیسی: Peter Walker؛ زادهٔ ۱ ژانویهٔ ۱۹۳۲) معمار اهل ایالات متحده آمریکا است.